# The Offspring (musikalbum)
The Offspring är det amerikanska punkrockbandet The Offsprings debutalbum, släppt den 15 juni 1989 på skivbolaget Nemesis Records. The Offspring grundades 1984 i Garden Grove, Kalifornien och efter att ha lanserat några demoutgivningar under andra hälften av 1980-talet spelade bandmedlemmarna i mars 1989 in sitt debutalbum i South Coast Recording Studio i Santa Ana, Kalifornien tillsammans med producenten Thom Wilson. 
Den första versionen av The Offspring gavs ut i en begränsad upplaga på 5 000 exemplar, där kassettbandsutgåvan hade bonuslåten "Hey Joe" på sig. I november 1995 återutgav Nitro Records albumet med ett annorlunda albumomslag. Med början i juni 2001 exkluderades "Kill the President" från alla nytryckningar av albumet.
The Offspring har fått blandade, men främst positiva recensioner. Recensenterna har lyft fram att albumet är hårdkokt och att det innehåller ett för bandet unikt sound. Även bandmedlemmarna själva har blandade åsikter om debutalbumet, där de bland annat har uppmärksammat att det låter som ett album av TSOL. The Offspring nådde som bäst plats 85 i Nederländerna.

## Bakgrund och inspelning
The Offspring grundades 1984 av Dexter Holland och Greg K. i Garden Grove, Kalifornien under namnet Manic Subsidal. Efter att tidigt under karriären ha bytt ut några bandmedlemmar bestod The Offspring år 1987 av Holland, Greg K., Noodles och Ron Welty.
Året innan hade bandet gett ut demokassetterna 5 Songs, 7 Songs, och 6 Songs samt singeln "I'll Be Waiting/Blackball". Dessa låg tillsammans med demoutgivningen Tehran från 1988 till grund för vad som senare skulle komma att bli The Offspring. Genom distributören Kane Boychuck introducerades bandmedlemmarna för Big Frank Harrison, grundare av skivbolaget Nemesis Records. 1989 nådde de en överenskommelse med Nemesis Records som innebar att bandmedlemmarna betalade för själva inspelningen av albumet, men att skivbolaget stod för distributionen.
I mars 1989 spelade The Offspring in sitt debutalbum i studion South Coast Recording Studio i Santa Ana, Kalifornien tillsammans med producenten Thom Wilson. Det var under inspelningen av The Offspring som Wilson gav Noodles hans smeknamn. The Offspring har sagt att Nemesis Records gav dem mer eller mindre fullständig konstnärlig frihet under inspelningen av albumet.

## Musik och låttext
"Jag skriver [låtar] om vad som helst. Jag gillar inte när band säger att 'vi står verkligen för något' eller 'här är vi'. Jag säger det [jag vill] och om du vill försöka hitta någon mening bakom det är det okej."
Select beskrev The Offspring som "en ganska glädjelös samling av raseriutbrott som handlade om vanliga punkteman såsom poliser, död, religion och krig." Maximum Rocknroll ansåg att albumet bestod av två olika sorters låttexter: de som berörde socialpolitik och de som hade ett skräcktema. Holland har sagt att han samlade på sig en del konstiga idéer innan han skrev låtarna och att när det sedan var dags att spela in The Offspring så slog han ihop alla dessa idéer. Holland fokuserade även mer på musiken än låttexterna för detta album.
I "Jennifer Lost the War" nämns Little Miss 1565, vilket var namnet som gavs till ett av de oidentifierade dödsoffren i den stora cirkusbranden i Hartford, Connecticut i USA den 6 juli 1944. "Elders" var en av de första låtarna i vilken Holland sjöng i ett högre register än tidigare och det inspirerade honom att fortsätta sjunga i detta register i framtiden. "Out on Patrol" innehöll från början ett gitarrsolo, men Wilson tyckte till bandets stora förvåning att solot borde plockas bort. Bandmedlemmarna gick till slut med på det och Wilson ansåg att det var en lärorik upplevelse för bandet. "Demons (A Mexican Fiesta)" gick tidigare under titeln "The Prophecy".
"Beheaded" skrevs delvis av James Lilja, som var en tidig medlem av Manic Subsidal. Låten är inspirerad av "Code Blue" av TSOL, och är enligt Noodles en komisk och rent av löjlig låt som har misstolkats som seriös på grund av dess mörka sound. Låten släpptes 1999 i en nyinspelad version, då under namnet "Beheaded (1999)", och kom med på soundtracket till Idle Hands. "Tehran" släpptes i en nyinspelad version under namnet "Baghdad" på EP:n Baghdad år 1991, där alla referenser till Teheran och Iran hade ersatts med Bagdad och Irak. "A Thousand Days" var ursprungligen annorlunda uppbyggd, men de övriga bandmedlemmarna tvingade Holland att ändra låten då de ansåg att den var "fånig". "Blackball" är ett tidigt exempel på en låt där bandmedlemmarna experimenterade med ett orientaliskt sound. "I'll Be Waiting" gick tidigare under titeln "Fire and Ice".
Bandmedlemmarna räknade vid inspelningen av "Kill the President" med att vissa skulle tolka titeln bokstavligen. Holland och Noodles har sagt att The Offspring inte uppmanade till presidentmord utan att budskapet i låten istället handlade om demokrati och att ta kontroll över sitt eget liv. "Kill the President" exkluderades från alla nyutgåvor av albumet med start i USA den 26 juni 2001. Bonuslåten "Hey Joe" var enbart med på kassettbandsutgåvan av The Offspring.
Holland har senare kommenterat att The Offspring lät mycket som ett album av TSOL, även om bandet inte uppfattade det så vid tillfället, och att det var först med bandets andra album, Ignition, som The Offspring började få sitt eget sound. Jason "Blackball" McLean, som medverkat på flera av The Offsprings album, har skämtsamt sagt att The Offspring är ett av hans favoritalbum med TSOL. Harrison höll med om att The Offspring vid tillfället lät som TSOL, men att det även kan ha funnits andra influenser, såsom Agent Orange, Rikk Agnew, Christian Death, The Damned, The Sisters of Mercy och Bauhaus.

## Förpackning
1989 års framsida, som formgavs av Mad Marc Rude, visar en utomjordisk varelse som likt xenomorfen från Alien exploderar ur en persons mage hållande en Fender Stratocaster. Noodles sade i en intervju från 1997 att han avskydde 1989 års framsida. Han påpekade att han ansåg Rude vara en duktig konstnär, men att framsidan var löjeväckande och inte representativ för varken albumet eller The Offspring som band. Noodles har även sagt att han tyckte att Rudes illustration hade varit mer passande för ett heavy metal-album. Bandmedlemmarna har dock funderat på om konstverket kan användas som ett t-shirttryck istället. Enligt ryktet ansåg flera återförsäljare att framsidan var för "grotesk", och den ändrades till framtida utgåvor. Typsnittet på bandnamnet är hämtat från filmen From a Whisper to a Scream (även känd som The Offspring), som hade premiär i USA 1987. Baksidan på albumet består av en närbild på Noodles handrygg.

Hela omslaget, däribland typsnittet, ändrades för återutgåvan av The Offspring, som släpptes i november 1995.

Omslaget till 1995 års version av The Offspring är helt olik 1989 års omslag. Harrison blev besviken över att nyutgåvan från 1995 inte hade Rudes framsida och han antog att det hela rörde sig om upphovsrätten gällande xenomorfen från Alien. På 1995 års framsida syns istället en något suddig person i vänstra delen av bilden, där framsidan i sig har en lilaaktig ton. Baksidan på albumet återanvänder bilden från framsidan på "I'll Be Waiting/Blackball". Ett nytryck av albumet som gavs ut under Record Store Day den 22 april 2017 återanvänder framsidan från 1995 års version, men med en vitaktig ton istället.

## Utgivning och marknadsföring

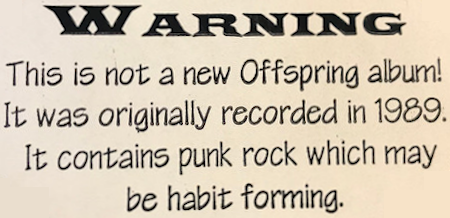
Klistermärket på återutgåvan av The Offspring, som släpptes i november 1995.

The Offspring gavs ut av Nemesis Records den 15 juni 1989 i USA. Det planerade utgivningsdatumet var från början i juli 1989. Den första versionen av albumet gavs ut både på kassettband och på LP; LP:n kom att tryckas i totalt 5 000 exemplar. De första 3 000 exemplaren hade logotypen för Nemesis Records på sig medan de resterande 2 000 exemplaren även innehöll logotypen för distributören Cargo Records. Harrison har sagt att Nemesis upplaga låg på antingen 500 eller 1 000 exemplar och att de resterande exemplaren trycktes utan hans godkännande. Wilson hade tidigare samarbetat med Nemesis och det var tack vare hans kontakter på skivbolaget som The Offspring gav ut albumet via Nemesis; bandmedlemmarna hade tidigare haft planer på att lansera albumet själva. Nemesis fick dock enbart ett treårigt licensavtal för lanseringen av albumet. The Offspring återutgavs på CD, LP och kassettband av Nitro Records den 21 november 1995 i USA.
För att marknadsföra albumet gav The Offspring sig ut på en sex veckor lång USA-turné. Bandmedlemmarna gjorde även ett kortare framträdande i pratshowen Hot Seat under 1992. Där förstörde programledaren Wally George både LP-skivan och albumkonvolutet och innan bandmedlemmarna hade hunnit säga en hel mening blev de utskickade av säkerhetsvakterna.
I april 1992 signades The Offspring till Epitaph Records. Efter bandets kommersiella genombrott med Smash 1994 slutade de spela låtar från The Offspring på sina spelningar, eftersom de var rädda att deras nyare fans inte skulle känna igen låtarna. De spelade dock både "Beheaded" och "Tehran" en kortare tid efter att Smash hade blivit framgångsrikt, och bandet har fortsatt att stundtals spela "Beheaded" live, bland annat den 5 augusti 2023 under en konsert i Mountain View, Kalifornien där Lilja medverkade.

### Försäljning
Noodles har sagt att försäljningen av The Offspring till en början låg på 1 500 exemplar. Det var på grund av osäkerheten runt försäljningssiffrorna som Nemesis valde att inte ge ut albumet på CD.

## Mottagande
The Offspring fick blandade, men främst positiva reaktioner. Stephen Thomas Erlewine från Allmusic kallade The Offspring för ett hårdkokt album, men ansåg att det saknade minnesvärda låtar. Erlewine gav albumet 2,5 av 5 i betyg. Punknews.org ansåg att The Offspring innehöll flera bra låtar och lyfte särskilt fram "Jennifer Lost the War", "A Thousand Days", "I'll Be Waiting" och "Tehran" som minnesvärda låtar. De gav albumet betyget 3,5 av 5. Sputnikmusic tyckte att The Offspring till viss del innehöll politiska låtar och att det var ett unikt album för bandet. De gav The Offspring 4 av 5 i betyg.
Per Bjurman från Aftonbladet var däremot mer negativt inställd och gav albumet betyget 1 av 5. Bjurman skrev i en recension den 17 november 1995 att "[d]et finns de som hävdar att Offspring är ett av de mest talanglösa band som någonsin nått stora publika framgångar. Denna sex år gamla debut, påpassligt återutgiven lagom till julrushen, talar inte direkt emot den sortens resonemang."
Holland sade i en intervju med Maximum Rocknroll från oktober 1990 att ingen av bandmedlemmarna var helnöjda med albumet, men att de hade Wilson att tacka för mycket. I samma intervju sade Noodles att de med facit i hand skulle ha gjort saker annorlunda, men att han tyckte att The Offspring överlag var ett ganska bra album. Noodles förklarade i en intervju från 1997 att han personligen älskade albumet, men att han förstod att det inte passade allas smak. Welty sade i en intervju i mars 1995 att han tyckte att albumet musikaliskt sett lät "slarvigt".

## Låtlista
Alla låtar är skrivna och komponerade av Dexter Holland, om inte annat anges. 
| Nr           | Titel                     | Kompositör           | Längd |
| ------------ | ------------------------- | -------------------- | ----- |
| 1.           | Jennifer Lost the War     |                      | 2:35  |
| 2.           | Elders                    |                      | 2:11  |
| 3.           | Out on Patrol             |                      | 2:32  |
| 4.           | Crossroads                |                      | 2:48  |
| 5.           | Demons (A Mexican Fiesta) |                      | 3:10  |
| 6.           | Beheaded                  | Holland, James Lilja | 2:52  |
| 7.           | Tehran                    |                      | 3:06  |
| 8.           | A Thousand Days           |                      | 2:11  |
| 9.           | Blackball                 |                      | 3:24  |
| 10.          | I'll Be Waiting           |                      | 3:12  |
| 11.          | Kill the President        |                      | 3:22  |
| Total längd: | Total längd:              | Total längd:         | 31:27 |

| 12.          | Hey Joe      | Omtvistat    | 3:22  |
| Total längd: | Total längd: | Total längd: | 34:49 |

## Medverkande
- Dexter Holland – sång och kompgitarr (skrivet som Keith Holland på baksidan av 1989 års version)
- Noodles – sologitarr och sång
- Greg K. – elbas och sång
- Ron Welty – trummor (skrivet som R. Welty)

### Övriga medverkande
- Jason – sång på "Blackball"
- Jeff 1 – sång på "Blackball"
- Jeff 2 – sång på "Blackball"
- Tyler – sång på "Blackball"
- Rick – sång på "Blackball"
- Michelle – sång på "Blackball"
- Marvin – sång på "Blackball"
- Cynthia – sång på "Blackball"
- Thom Wilson – producent
- Jim Dotson – ljudtekniker
- Mad Marc Rude – illustration på framsidan av 1989 års version
- Kirk – fotografi på baksidan av 1989 års version
- Mackie Osborne – design för 1995 års version (skrivet som Mackie)

## Topplistor
| Topplista     | Högsta listplacering |
| ------------- | -------------------- |
| Nederländerna | 85                   |